# Campionati del mondo di aquathlon del 2007
I Campionati del mondo di aquathlon del 2007 si sono tenuti a Ixtapa, Messico in data 12 maggio 2007.
Nella gara maschile ha vinto il messicano Sergio Sarmiento, mentre in quella femminile la statunitense Sarah Groff.
La gara junior ha visto trionfare il messicano AJassiel Rodriguez e la svizzera Ruth Nivon Machoud.

## Risultati

### Élite uomini
| Pos. | Nome             | Paese    | Corsa    | Nuoto    | Corsa    | Totale   |
| ---- | ---------------- | -------- | -------- | -------- | -------- | -------- |
|      | Sergio Sarmiento | Messico  | 00:07:26 | 00:13:46 | 00:07:56 | 00:29:54 |
|      | Antonio Mansur   | Brasile  | 00:07:25 | 00:14:07 | 00:08:04 | 00:30:26 |
|      | Eder Mejia       | Messico  | 00:07:29 | 00:13:50 | 00:08:35 | 00:30:46 |
| 4    | James Loaring    | Canada   | 00:08:17 | 00:13:25 | 00:08:23 | 00:30:56 |
| 5    | Mario Rubio      | Messico  | 00:08:06 | 00:13:42 | 00:08:45 | 00:31:20 |
| 6    | Brent Poulsen    | Canada   | 00:08:00 | 00:14:14 | 00:08:22 | 00:31:32 |
| 7    | Andrew Russell   | Canada   | 00:08:32 | 00:14:00 | 00:08:53 | 00:32:16 |
| 8    | Omar Macias      | Messico  | 00:08:23 | 00:14:10 | 00:08:54 | 00:32:18 |
| 9    | Eugenio Chimal   | Messico  | 00:08:07 | 00:14:51 | 00:09:38 | 00:33:22 |
| 10   | Buddy Green      | Canada   | 00:08:34 | 00:13:12 | 00:11:14 | 00:33:58 |
| 11   | Reto Waffler     | Svizzera | 00:09:26 | 00:15:16 | 00:10:15 | 00:35:54 |
| 12   | Allan Villanueva | Messico  | 00:00:00 | 00:00:00 | 00:36:06 | 00:36:06 |
| 13   | Stephen Kilshaw  | Canada   | 00:08:52 | 00:17:08 | 00:09:42 | 00:36:42 |

### Élite donne
| Pos. | Nome              | Paese       | Corsa    | Nuoto    | Corsa    | Totale   |
| ---- | ----------------- | ----------- | -------- | -------- | -------- | -------- |
|      | Sarah Groff       | Stati Uniti | 00:08:54 | 00:14:05 | 00:09:05 | 00:32:52 |
|      | Kelly Cook        | Stati Uniti | 00:08:49 | 00:14:04 | 00:09:25 | 00:33:11 |
|      | Ayesha Rollinson  | Canada      | 00:10:03 | 00:15:38 | 00:10:11 | 00:36:55 |
| 4    | Lisa Mensink      | Paesi Bassi | 00:10:48 | 00:15:16 | 00:11:15 | 00:38:28 |
| 5    | Susana Villaseñor | Messico     | 00:00:00 | 00:00:00 | 00:40:15 | 00:40:15 |

### Junior Uomini
| Pos. | Nome              | Paese   | Corsa    | Nuoto    | Corsa    | Totale   |
| ---- | ----------------- | ------- | -------- | -------- | -------- | -------- |
|      | Jassiel Rodriguez | Messico | 00:07:30 | 00:14:51 | 00:08:43 | 00:31:49 |
|      | César Cárdenas    | Messico | 00:08:07 | 00:14:11 | 00:09:16 | 00:32:18 |
|      | Yllana Orlando    | Messico | 00:08:08 | 00:14:12 | 00:09:14 | 00:32:19 |
| 4    | Nitai Stein       | Israele | 00:08:08 | 00:15:44 | 00:09:20 | 00:34:07 |
| 5    | César Rivera      | Messico | 00:12:00 | 00:14:27 | 00:08:40 | 00:35:51 |
| 6    | Pedro Gonçalves   | Brasile | 00:13:32 | 00:20:09 | 00:11:16 | 00:45:55 |
| 7    | Sergio Díaz       | Messico | 00:16:19 | 00:23:13 | 00:13:51 | 00:55:21 |
| 8    | Fernando Urquiza  | Messico | 00:15:27 | 00:26:46 | 00:11:16 | 00:56:00 |

### Junior Donne
| Pos. | Nome                  | Paese       | Corsa    | Nuoto    | Corsa    | Totale   |
| ---- | --------------------- | ----------- | -------- | -------- | -------- | -------- |
|      | Ruth Nivon Machoud    | Svizzera    | 00:08:49 | 00:15:00 | 00:08:53 | 00:33:33 |
|      | Marina Saucedo        | Messico     | 00:09:05 | 00:14:49 | 00:10:59 | 00:35:43 |
|      | Amalia Isabel Sánchez | Messico     | 00:09:58 | 00:15:29 | 00:11:37 | 00:37:53 |
| 4    | Judge Jones           | Stati Uniti | 00:09:43 | 00:17:04 | 00:10:28 | 00:38:38 |
| 5    | Alejandra Flores      | Messico     | 00:10:07 | 00:16:53 | 00:11:05 | 00:39:03 |
| 6    | Neyra Ninel Gutierrez | Messico     | 00:10:34 | 00:16:03 | 00:11:40 | 00:39:13 |

### Medagliere
| Pos. | Paese       | Oro | Argento | Bronzo |   |
| ---- | ----------- | --- | ------- | ------ | - |
| 1    | Messico     | 2   | 2       | 3      | 7 |
| 2    | Stati Uniti | 1   | 1       | 0      | 2 |
| 3    | Svizzera    | 1   | 0       | 0      | 1 |
| 4    | Brasile     | 0   | 1       | 0      | 1 |
| 5    | Canada      | 0   | 0       | 1      | 1 |